# Eudirshia
Eudirshia is een geslacht van rechtvleugeligen uit de familie Euschmidtiidae. De wetenschappelijke naam van dit geslacht is voor het eerst geldig gepubliceerd in 1961 door Roy.

## Soorten
Het geslacht Eudirshia  is monotypisch en omvat slechts de volgende soort:
- Eudirshia koba (Roy, 1961)